# Maurício Leite
Maurício Corrêa Leite (Cassilândia, 6 de janeiro de 1954) é um promotor de leitura e arte, e educador brasileiro.

## Biografia
Fez o curso de magistério em sua terra natal, após o que viajou para o Rio de Janeiro para estudar teatro.
Em 1980 começou a contar histórias em aldeias indígenas na ilha do Bananal, atual estado de Tocantins.
É um dos idealizadores do projeto "Malas de Leituras", apoiado pela UNICEF e pela Universidade Solidária de Brasília, que estabeleceu um método eficiente de formação de leitores.
Desde de 1990 que é "fellow" da Ashoka Empreendedores Sociais.
O seu trabalho é reconhecido nacional e internacionalmente por diversas organizações governamentais e não-governamentais, tais como a UNICEF, ASHOKA, Universidade Solidária de Brasília, Escola Arvense de Brasília, Universidade de Nova York, Secretaria Municipal de Educação de Cuiabá, Biblioteca de Tábua e Câmara Municipal de Tavira.
Foi o único brasileiro indicado ao prêmio Astrid Lindgren Memorial (Alma) 2012, do Conselho Sueco das Artes, o mais elevado prêmio internacional de literatura infantil.
Atualmente vive em Portugal.